# Зерауки, Вальтер
Вальтер Карл Август Зерауки (нем. Walter Karl August Serauky; 20 апреля 1903, Галле — 20 августа 1959, Галле) — немецкий музыковед.
Сын страхового агента. Окончил Латинскую школу Фонда Франке, затем изучал музыковедение и германскую филологию в Галле-Виттенбергском и Лейпцигском университетах. Учился у Арнольда Шеринга, в 1928 году защитил в Галле докторскую диссертацию «Эстетика подражания в музыке 1700—1850 годов» (нем. Die musikalische Nachahmungsästhetik im Zeitraum von 1700 bis 1850). В 1928—1934 гг. сотрудничал с берлинской газетой Vossische Zeitung как референт музыкального и театрального отделов. В 1932 г. габилитирован с диссертацией «Музыкальная история города Галле» (нем. Musikgeschichte der Stadt Halle), которая охватывала наиболее ранний период (до начала XVII века) и стала первым томом трёхтомной «Музыкальной истории города Галле», опубликованной в 1935—1943 гг. и доведённой до эпохи Роберта Франца, то есть до второй половины XIX века.
Зерауки преподавал в университете Галле с 1929 года, с 1932 г. доцент, с 1940 г. экстраординарный профессор. Одновременно он участвовал в различных национал-социалистических структурах: в 1932 году короткое время входил в отряд штурмовиков, в 1937 году вступил в НСДАП, в 1938 году в Национал-социалистический союз учителей, в 1941 году в Национал-социалистический союз немецких доцентов. В 1943—1944 гг. профессор Лейпцигского университета, директор Лейпцигского музея музыкальных инструментов. В 1944—1945 гг. был призван в отряд Фольксштурма. После поражения нацизма на некоторое время отстранён от преподавания, работал библиотекарем кафедры музыковедения. С 1948 года вновь доцент, с 1949 года профессор университета Галле. В послевоенные годы член Либерально-демократической партии Германии. Научный консультант министерства высшего и специального образования ГДР.
Основные научные интересы Зерауки вытекали из его работы над музыкальной историей родного города и привели его в итоге к исследованию наследия Георга Фридриха Генделя: пятитомник Зерауки «Георг Фридрих Гендель. Его жизнь и творчество» (нем. Georg Friedrich Händel. Sein Leben – sein Werk) вышел в 1956—1958 гг. В 1955 г. Зерауки был одним из соучредителей международного Генделевского общества.